# 吉伯斯岩
吉伯斯岩（英語：Gibbous Rocks），是南極洲的岩石，位於南設得蘭群島的象島，處於貝爾舍姆角西北面7公里，由英國南極名稱諮詢委員會命名，現時由南極條約體系管理。